# Nerull
Nerull è una divinità del gioco di ruolo Dungeons & Dragons. Appartiene all'ambientazione Greyhawk e di conseguenza è da considerarsi una divinità comune a tutte le ambientazioni - a meno che queste ultime non abbiano sviluppato pantheon propri. Nerull è il dio della morte e ha influenza sull'oscurità e sugli omicidi.
Il suo simbolo è rappresentato da un teschio e una falce.

## Manifestazioni
Nerull ha un aspetto emaciato, simile a quello di un cadavere quasi scheletrico dalla pelle color ruggine, spessi capelli verdastri come gli occhi, i denti e le unghie, con indosso un cupo mantello con cappuccio. Impugna una falce dalla lama di energia rossa, detta Mietivite (o Mozza-vita).

## Reame Divino
Nerull è uno dei pochi a risiedere per sua spontanea volontà sul piano di esistenza di Carceri. Il Mietitore della Carne vive nello strato più interno di questa realtà, Agathys; sull'unica sfera di questo desolato regno, all'interno del nero ghiaccio che la compone, Nerull ha costruito la sua dimora, detta Necromanteion; all'interno delle mura e dei soffitti di questa gelida cittadella sono intrappolate centinaia di spiriti dei morti. All'interno della lugubre dimora, candele dalle fiamme verdastre illuminano gli innumerevoli altari d'onice presso cui necromanti infernali e non-morti celebrano i loro riti necromantici, ed eseguono esperimenti sulla carne dei defunti. Al centro di questo tempio blasfemo s'innalza il trono del malvagio dio, che veglia cupamente con la sua falce scarlatta in mano. Nel Necromanteion si trovano anche alloggi per i chierici demoniaci, celle per i prigionieri sacrificali e cripte in cui sono nascoste le reliquie più sacrileghe.

## Essere un fedele di Nerull
Nerull è di allineamento Neutrale Malvagio perché trae piacere dallo spargimento di sangue e dal male fine a se stesso, ed i suoi chierici condividono la sua stessa passione perversa. I suoi seguaci vestono tuniche di color ruggine, anche se spesso si camuffano per passare inosservati: le loro empie azioni, come i frequenti omicidi sacrificali e i rituali blasfemi, avvengono sempre in segreto, per timore che siano scoperte e punite.
La stessa chiesa di Nerull deve restare segreta in gran parte delle terre civilizzate, e non possiede un'organizzazione gerarchica, anzi spesso i vari culti sono nemici. Nerull promette ricompense a tutti coloro che uccidono nel suo nome, anche se le anime intrappolate nelle pareti della sua fortezza ghiacciata possono far sorgere seri dubbi sulla sincerità di questa promessa.

### Templi
I luoghi di culto del Mietitore sono sempre nascosti, persino dove il suo culto è accettato; sono spesso sotterranei, simili a oscure catacombe popolate di non-morti e creature immonde, oltre agli spietati chierici.